# Lohnsteuerkarte

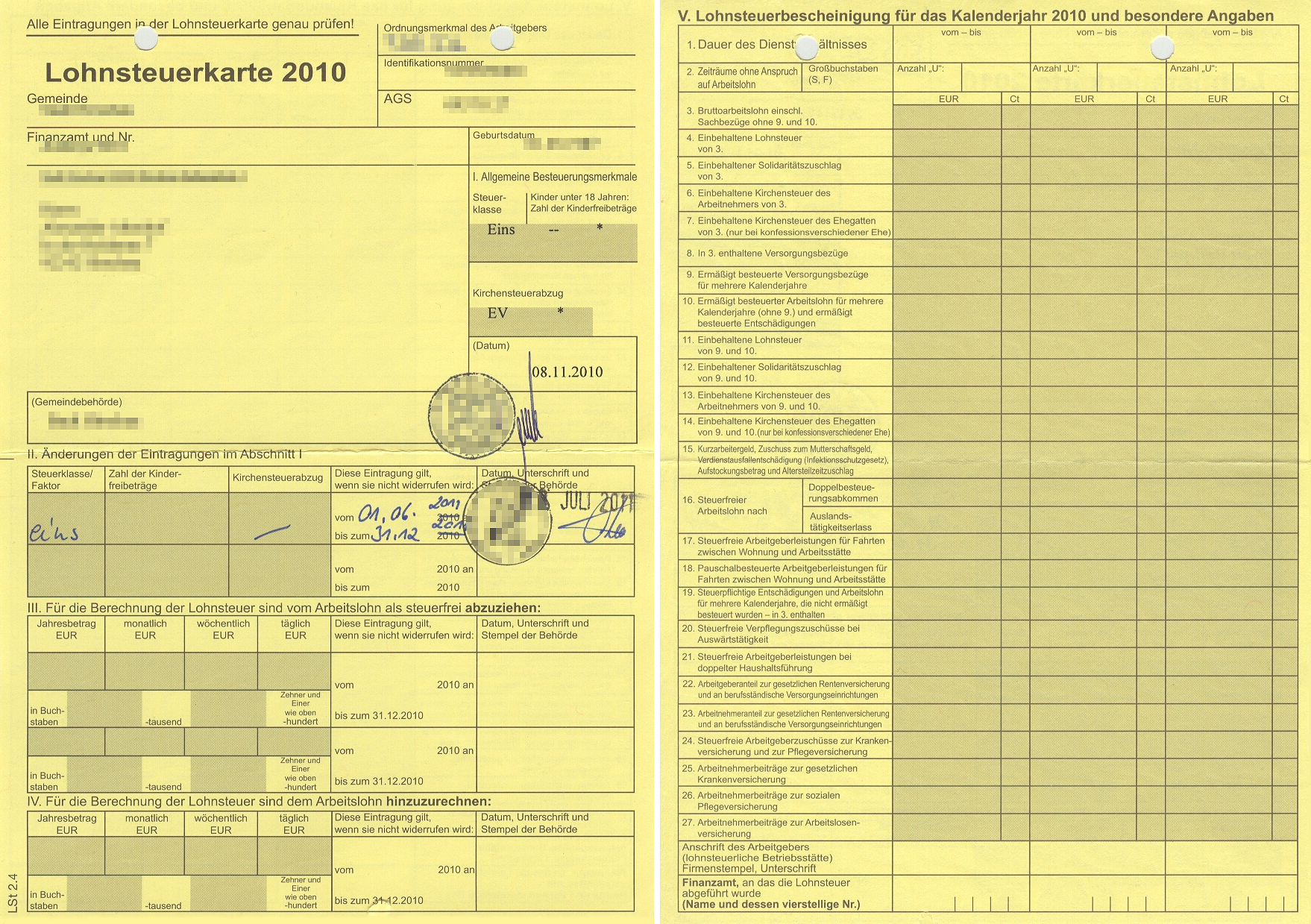
Vor- und Rückseite der letzten deutschen Lohnsteuerkarte. Sie galt für das Jahr 2010 und wurde noch bis zur Umstellung auf ein elektronisches Verfahren 2013 verwendet.

Die Lohnsteuerkarte war unter anderem in Deutschland und Österreich eines der Arbeitspapiere, das Daten enthielt, die dem Arbeitgeber zur Berechnung der von ihm abzuführenden Lohnsteuer dienten.

## Allgemeines
In Deutschland wurde sie 1925 eingeführt und für das Kalenderjahr 2010 letztmals ausgestellt (§ 39 EStG). Wegen Verzögerungen bei der Umstellung auf das papierlose Verfahren behielt die Lohnsteuerkarte für 2010 auch für die Jahre 2011, 2012 und teilweise bis 2013 ihre Gültigkeit.
Arbeitnehmer, die ihren Wohnsitz oder gewöhnlichen Aufenthalt in Deutschland hatten, mussten jedem ihrer Arbeitgeber mit Beginn jedes neuen Kalenderjahres und beim Eintritt in das Arbeitsverhältnis eine Lohnsteuerkarte vorlegen. Wird keine Lohnsteuerkarte vorgelegt, muss der Arbeitgeber den Lohn ohne Berücksichtigung von Freibeträgen abrechnen, das entspricht der Steuerklasse VI. Seit 2011 wurden keine neuen Lohnsteuerkarten mehr ausgegeben; für den Erstbezug von Gehalt mussten Arbeitnehmer seitdem eine Ersatzbescheinigung beantragen.
In Österreich war die Lohnsteuerkarte bis Ende 1993 in Verwendung und war jeweils fünf Jahre lang gültig.
Im Vereinigten Königreich hat und in Irland hatte das P45-Formular die Funktion einer Lohnsteuerkarte.

## Angaben

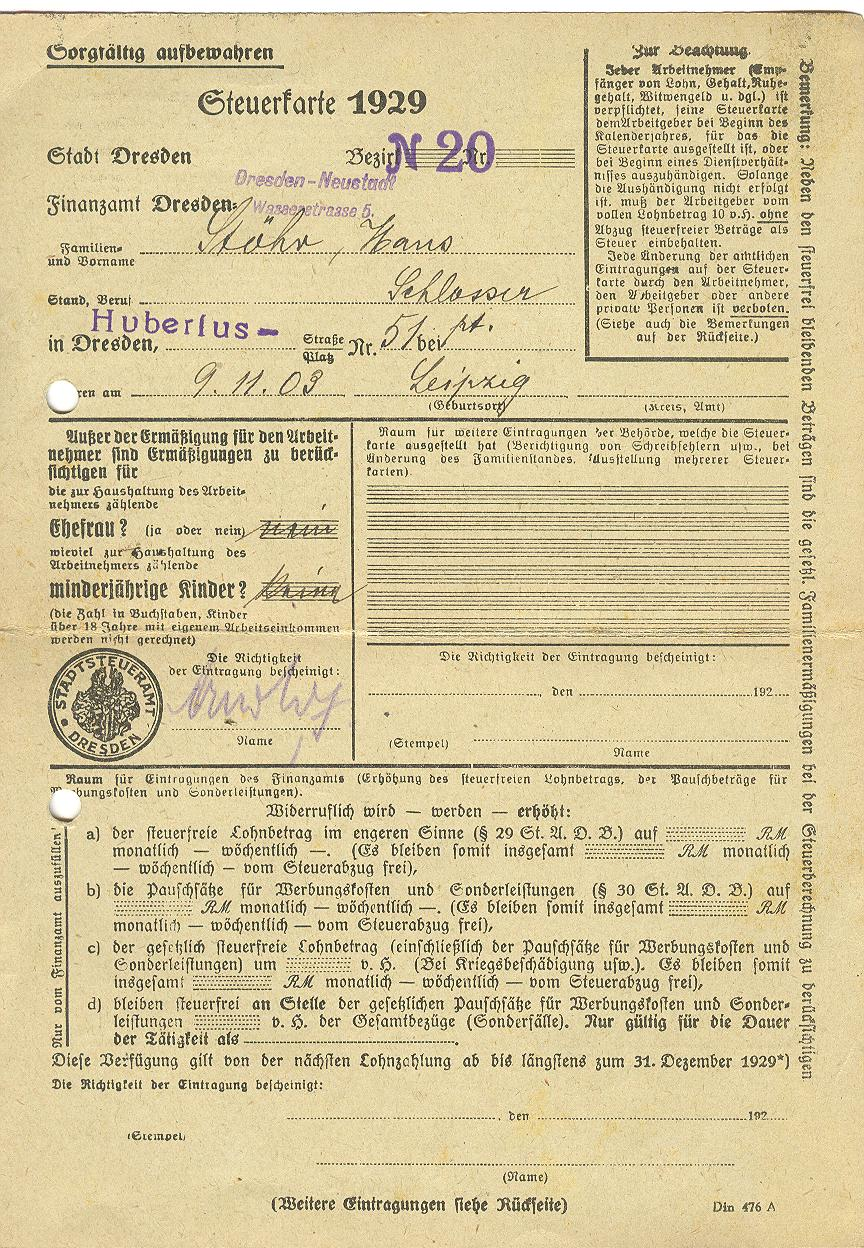
Lohnsteuerkarte Deutschland aus dem Jahre 1929, Format DIN A5

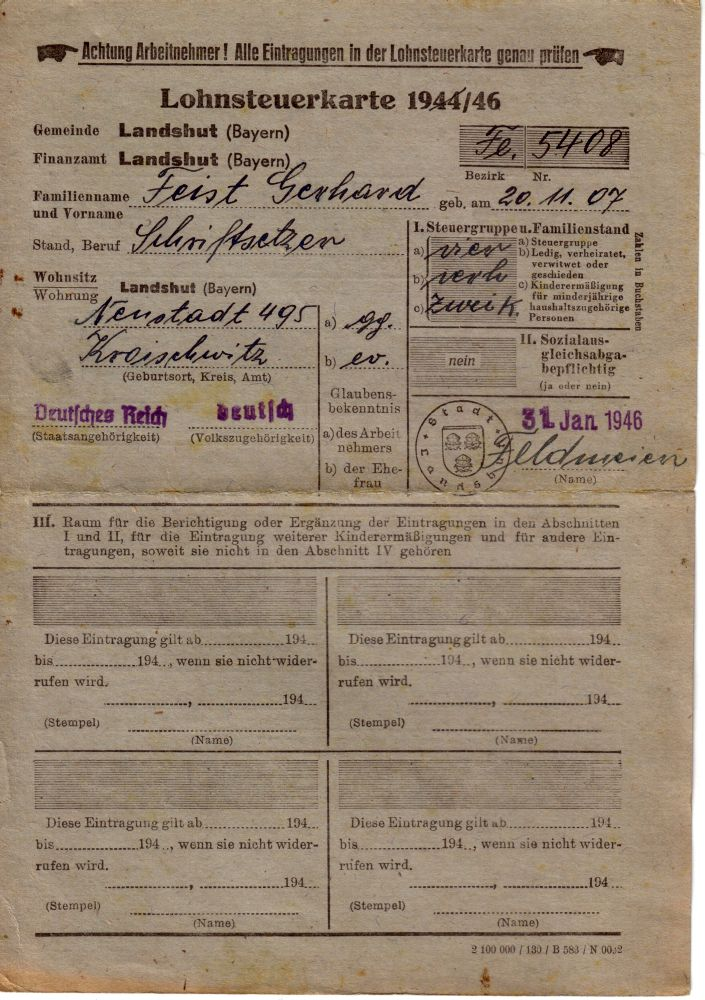
Lohnsteuerkarte Deutschland aus dem Jahre 1946, Format DIN A5

Die deutsche Lohnsteuerkarte wurde von der Wohnortgemeinde des Arbeitnehmers unentgeltlich ausgestellt. Für die Ausgabe von Ersatzlohnsteuerkarten konnten Gemeinden eine Gebühr von bis zu fünf Euro erheben.
Die Lohnsteuerkarte wurde zur offiziellen Dokumentation von Lohnsteuer-Merkmalen genutzt, insbesondere folgende Daten des Arbeitnehmers:
- Anschrift
- Geburtsdatum
- zuständiges Finanzamt
- die Steuerklasse
- die Zahl der Kinderfreibeträge
- ggf. die Religionszugehörigkeit für den Einzug der Kirchensteuer, z. B. ev (Gliedkirchen der EKD), rk (Bistümer der Römisch-Katholischen Kirche) oder J für die Kultussteuer der Mitglieder einer jüdischen Gemeinde
- ggf. Freibeträge (zum Beispiel den Behinderten-Pauschbetrag, die Eintragung anderer Freibeträge muss beim Finanzamt beantragt werden)
- den sog. Hinzurechnungsbetrag
- AGS (amtlicher Gemeindeschlüssel)
- Identifikationsnummer

Die Angabe der Konfessionszugehörigkeit fällt grundsätzlich in den grundrechtlichen Schutzbereich der negativen Religionsfreiheit gemäß Art. 140 Abs. 1, GG in Verbindung mit Art. 135 Abs. 3 Satz 1 WRV, ist in diesem Fall jedoch nach Art. 136 Abs. 3 Satz 2 WRV gerechtfertigt.
Bis 2004 trug der Arbeitgeber nach Ablauf des Kalenderjahres bzw. bei Beendigung des Dienstverhältnisses das steuerpflichtige Bruttogehalt und die einbehaltene Lohnsteuer, die Kirchensteuer, den Solidaritätszuschlag und die Abgaben zur Sozialversicherung ein. Ab 2005 erhielt der Arbeitnehmer seine Lohnsteuerkarte nur noch bei einem unterjährigen Austritt zurück, die Lohnangaben werden seitdem auf einer elektronischen Lohnsteuerbescheinigung eingetragen, die auch an das Finanzamt übermittelt wird.
Die Lohnsteuerkarte gehörte zu den Arbeitspapieren; der Arbeitgeber war bei unterjährigem Beschäftigungsende zu ihrer Herausgabe verpflichtet.
Besteht das Arbeitsverhältnis über den 31.12. hinaus und wird der Arbeitnehmer nicht zur Einkommensteuer veranlagt, konnte der Arbeitgeber die Lohnsteuerkarte vernichten (§ 41b Abs. 1, S. 6 EStG), wenn sie keine Eintragungen enthielt. Beim Arbeitgeber-Wechsel innerhalb der Laufzeit einer Karte hingegen war der Vor-Arbeitgeber zur Herausgabe verpflichtet, so dass die Karte dem Nach-Arbeitgeber vorlegen konnte. Falls der Steuerpflichtige die Lohnsteuerkarte am Jahresende in seinem Besitz hatte, konnte er sie der Einkommensteuererklärung beilegen. Sie dient auch zur Berechnung des Anteils der Gemeinden am Lohnsteueraufkommen. Für bestimmte Arbeitnehmergruppen gelten Sonderregelungen (z. B. für ausländische EU-/EWR-Einpendler).

## Entwicklung in Deutschland
Die Lohnsteuerkarte wurde am 25. August 1925 mit dem Einkommensteuergesetz eingeführt. Mit ihr wurde das bis dato geltende System abgelöst, nach dem Lohnsteuer abführende Unternehmen bei der Post Steuermarken erwarben und diese ihren Arbeitnehmern zum Einkleben in Steuerbücher weiterverkauften.
Seit der Einführung der Lohnsteuerkarte führen die Arbeitgeber die Lohnsteuer direkt an den Staat ab. Auf den von den Kommunen ausgestellten Pappkarten wurden die zur Steuerberechnung nötigen Daten vermerkt. Die Karten, für die ein Gewicht von 150 Gramm pro m2 vorgeschrieben war, konnten mit Hilfe von Adressiermaschinen beschriftet werden. Vorgeschrieben war zudem, dass die Karten mit Tinte beschreibbar waren.
Ab 1931 wurde jährlich eine andere Farbe verwendet; 1931 „pflanzengrün“ und 1932 „hellorange“.
Ab 1937 war Gesetz: "Jeder Arbeitgeber hat gleichzeitig mit der Lohnsteuer die Kirchenlohnsteuer einzubehalten und abzuführen".
Im Runderlass vom 31. August 1936 ordnete das Reichsfinanzministerium Änderungen an bei Ausschreibung der Steuerkarte.
Erst ab 1937 wurde gefragt nach der Zugehörigkeit des Steuerpflichtigen zu einer Religionsgesellschaft. Im Allgemeinen wurde die Zugehörigkeit durch Abkürzungen wiedergegeben: (ev = evangelisch, rk=römisch-katholisch, jd= jüdisch, oS=genaue Bezeichnung ohne steuerliches Interesse, weil nicht steuerberechtigt u. a.). Dies war erforderlich, weil die Kirchenbehörden in weitem Umfang dazu übergegangen waren, unmittelbar auf Grund der Steuerkarte die Kirchensteuer zu verlangen.
Die Farbe der Steuerkarte für 1936 war hellgrau, die für 1937 hellgrün, für 1938 hellrosa, für 1939 hellblau und für 1940 hellorange.
Ab 1953 wurden die Lohnsteuerkarten jährlich abwechselnd in der festgelegten Reihenfolge hellrot–hellgelb–hellgrün–hellorange ausgegeben.
| 1953 | 1957 | 1961 | 1965 | 1969 | 1973 | 1977 | 1981 | 1985 | 1989 | 1993 | 1997 | 2001 | 2005 | 2009 |
| 1954 | 1958 | 1962 | 1966 | 1970 | 1974 | 1978 | 1982 | 1986 | 1990 | 1994 | 1998 | 2002 | 2006 | 2010 |
| 1955 | 1959 | 1963 | 1967 | 1971 | 1975 | 1979 | 1983 | 1987 | 1991 | 1995 | 1999 | 2003 | 2007 |      |
| 1956 | 1960 | 1964 | 1968 | 1972 | 1976 | 1980 | 1984 | 1988 | 1992 | 1996 | 2000 | 2004 | 2008 |      |

Ab 2005 ist die Lohnsteuerbescheinigung elektronisch zu erstellen. Als Ordnungsmerkmal wird die eTIN verwendet.
Die Lohnsteuerkarte 2010 gilt für die Jahre 2010 bis 2013 bzw. bis zur erstmaligen Abfrage der Lohnsteuerdaten via ELStAM (siehe unten), die spätestens für den letzten Lohnsteuerabzugs-Zeitraum 2013 erfolgen muss.

## Abschaffung und Umstellung auf ELStAM

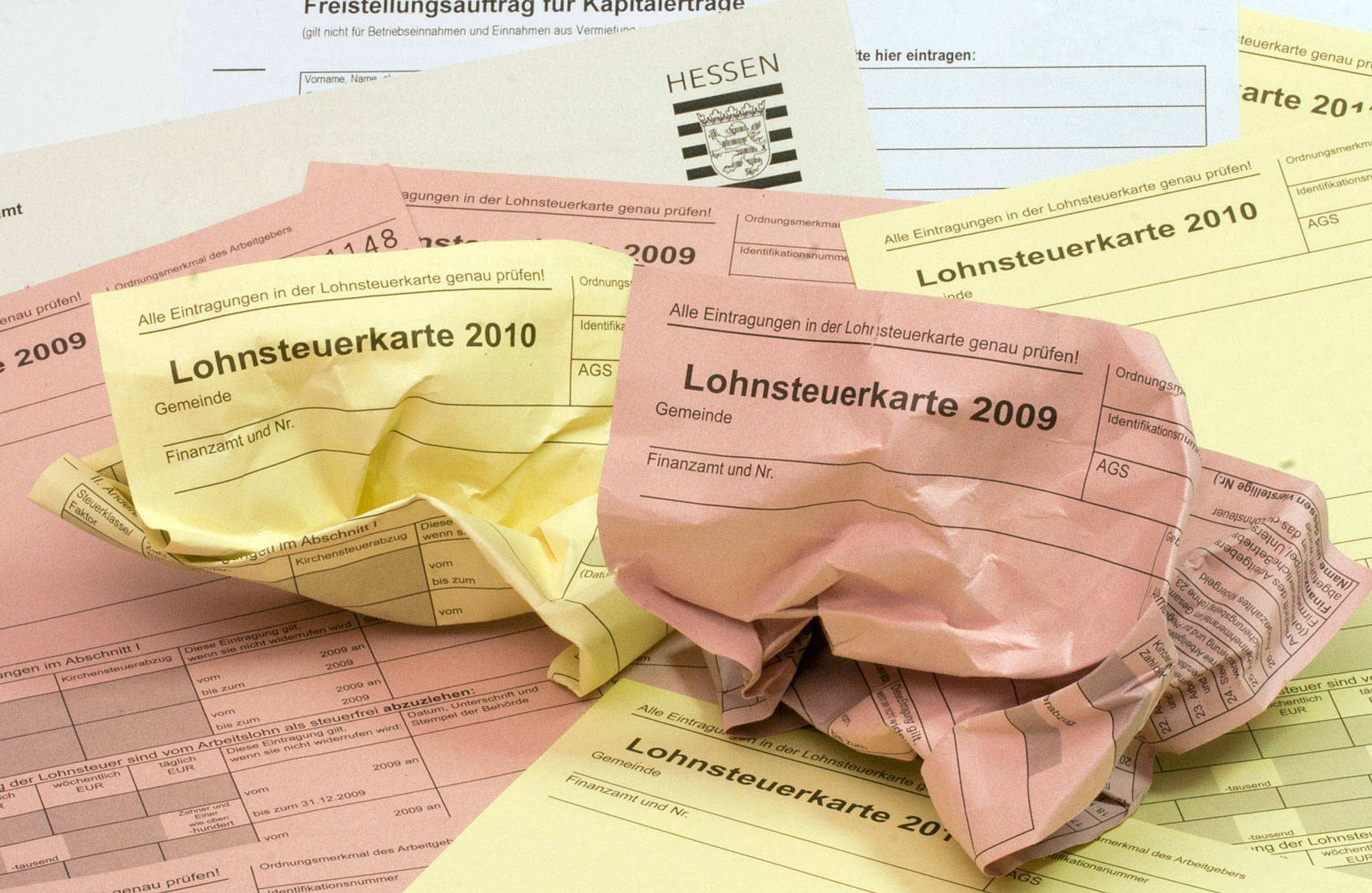
Abgeschafft – seit 2011 werden keine Lohnsteuerkarten mehr erstellt

ELStAM = Elektronische Lohnsteuerabzugsmerkmale 
Die Lohnsteuerkarten werden durch ein papierloses elektronisches Verfahren zur Erhebung der Lohnsteuer mit dem Namen Elektronische Lohnsteuerabzugsmerkmale (ELStAM) ersetzt. Der Arbeitnehmer hat seinem Arbeitgeber bei Eintritt in das Arbeitsverhältnis seine Steuer-Identifikationsnummer sowie den Tag seiner Geburt zum Zweck des Abrufs der Lohnsteuerabzugsmerkmale mitzuteilen. Der Arbeitgeber ruft die Lohnsteuerabzugsmerkmale beim Bundeszentralamt für Steuern durch Datenfernübertragung ab und übernimmt sie in das Lohnkonto des Arbeitnehmers (§ 39e Abs. 4 EStG).
Da die ELStAM-Datenbank nicht pünktlich 2011 zur Verfügung stand, behielt die Lohnsteuerkarte 2010 zunächst ihre Gültigkeit einschließlich der eingetragenen Freibeträge. Nahm ein Arbeitnehmer zum ersten Mal eine lohnsteuerpflichtige Beschäftigung auf und hatte daher keine Lohnsteuerkarte 2010, konnte das Finanzamt auf Antrag eine Bescheinigung ausstellen. Mit Ablauf des Jahres 2012 wurden dann die zunächst fortgeschriebenen Freibeträge zurückgesetzt und mussten für Zeiträume ab 2013 erneut beantragt werden.
Nach Protesten gegen das ELENA-Verfahren aufgrund datenschutzrechtlicher Bedenken erklärten am 18. Juli 2011 die Bundesministerien für Wirtschaft und Technologie sowie für Arbeit und Soziales gemeinschaftlich, das ELENA-Verfahren „schnellstmöglich einzustellen“. Die Einführung der elektronischen Lohnsteuerkarte bleibt von dieser Entscheidung jedoch unberührt.
Im Laufe des Jahres 2013 (zwischen dem 1. Januar und dem letzten Lohnzahlungs-Zeitraum) führte jeder Arbeitgeber in seinem Betrieb die neue elektronische Lohnsteuerkarte ein. Der Vorteil der ELStAM ist der geringe bürokratische Aufwand für den Arbeitnehmer. Bei Aufnahme einer neuen Beschäftigung verlangt der Arbeitgeber ab 2014 nur noch das Geburtsdatum und die Identifikationsnummer des Arbeitnehmers. Bis dahin war noch die Vorlage der Lohnsteuerkarte 2010 oder einer entsprechenden Ersatzbescheinigung nötig.

## Zuständigkeit
Die Verwaltung der Lohnsteuermerkmale liegt seit 2011 bei den zuständigen Finanzämtern, diese sind zuständig für die Neuausstellung, Änderungen an Steuerklasse, Religionszugehörigkeit, Namen, Kinderzahl und Wohnsitz genauso wie für Eintragung von Frei- und Hinzurechnungsbeiträgen.
Die Lohnsteuerkarte wurde bis 2010 von der Gemeinde ausgestellt, in der der Arbeitnehmer am 20. September des Vorjahres den Hauptwohnsitz hatte. Die Gemeinde war ebenfalls für die Änderung der Steuerklassen, der Religionszugehörigkeit oder des Namens zuständig, während das Finanzamt Freibeträge eintragen konnte.